# Malaya (dziennik)
Malaya – filipiński dziennik wydawany w językach tagalskim i angielskim. Został założony w 1981 roku.